# EQA-Meitan Hompo-Graphite Design
EQA–Meitan Hompo–Graphite Design (jap. EQA-梅丹本舗-グラファイトデザイン) ist ein japanisches Radsportteam der K.K. Cyclisme Japon (株式会社シクリズムジャポン, kabushiki kaisha shikurizumu japon) mit Sitz in Higashimatsuyama.
Die Mannschaft besaß bis 2009 eine UCI-Lizenz als Continental Team. 2008 fuhr die Mannschaft noch unter dem Namen Meitan Hompo-GDR, 2007 als Nippo Corporation-Meitan Hompo-Equipe Asada, 2006 als Cycle Racing Team Vang und in den Jahren 2003 bis 2005 als Team Bridgestone Anchor. Manager des Teams und leitender Direktor der Aktiengesellschaft ist Akira Asada, der von seinen Sportlichen Leitern Denis Gonzales und Takehiro Mizutani unterstützt wird. Die Mannschaft nimmt hauptsächlich an Rennen der UCI Asia Tour teil, stand 2012 aber zum Beispiel auch bei der Tour du Maroc am Start.
EQA ist die Abkürzung für Equipe Asada und die K.K. Meitan Hompo ein Nahrungsmittelhersteller.

## Saison 2009

### Erfolge in der UCI Asia Tour
Bei den Rennen der  UCI Asia Tour im Jahr 2009 gelangen dem Team nachstehende Erfolge.
| Datum            | Rennen                         | Kat. | Fahrer           |
| ---------------- | ------------------------------ | ---- | ---------------- |
| 9. September     | 1. Etappe Tour de Hokkaidō     | 2.2  | Takashi Miyazawa |
| 12. September    | 5. Etappe Tour de Hokkaidō     | 2.2  | Takashi Miyazawa |
| 9.–13. September | Gesamtwertung Tour de Hokkaidō | 2.2  | Takashi Miyazawa |

### Abgänge – Zugänge
| Zugänge                      | Team 2008         | Abgänge                     | Team 2009          |
| ---------------------------- | ----------------- | --------------------------- | ------------------ |
| Gregor Gazvoda               | Perutnina Ptuj    | Yukiya Arashiro             | Bouygues Télécom   |
| Sung Baek Park               | Seoul Cycling     | Takashi Miyazawa            | Amica Chips-Knauf  |
| Mickaël Damien               | Neoprofi          | Yong Li Ng                  | LeTua Cycling Team |
| Guillaume Pont               | Neoprofi          | Kōji Fukushima              | Karriereende       |
| Joon Yong Seo                | Neoprofi          | Prajak Mahawong             | Unbekannt          |
| Takashi Miyazawa (ab 01.07.) | Amica Chips-Knauf | Yin Chih Wang               | Unbekannt          |
|                              |                   | Kazuya Okazaki (bis 30.06.) | Unbekannt          |

### Mannschaft
| Name                | Geburtstag         | Nationalität | Team 2010               |
| ------------------- | ------------------ | ------------ | ----------------------- |
| Mickaël Damien      | 26. Mai 1986       | Frankreich   |                         |
| Shin’ichi Fukushima | 13. September 1971 | Japan        | Geumsan Ginseng Asia    |
| Gregor Gazvoda      | 15. Oktober 1981   | Slowenien    | ARBÖ KTM-Gebrüder Weiss |
| Masaaki Kikuchi     | 9. April 1986      | Japan        | Team Nippo              |
| Nariyuki Masuda     | 23. Oktober 1983   | Japan        | Team Nippo              |
| Takashi Miyazawa    | 27. Februar 1978   | Japan        | Team Nippo              |
| Yasuharu Nakajima   | 27. Dezember 1984  | Japan        | Team Nippo              |
| Sung Baek Park      | 27. Februar 1985   | Südkorea     | KSPO                    |
| Guillaume Pont      | 15. November 1979  | Frankreich   | SP Tableware            |
| Joon Yong Seo       | 14. März 1988      | Südkorea     | Seoul Cycling           |
| Miyataka Shimizu    | 23. November 1981  | Japan        | Bridgestone Anchor      |

## Platzierungen in UCI-Ranglisten
UCI Asia Tour
| Saison | Mannschaftswertung | Fahrerwertung         |
| ------ | ------------------ | --------------------- |
| 2005   | 6.                 |                       |
| 2006   | 5.                 |                       |
| 2007   | 2.                 | Takashi Miyazawa (3.) |
| 2008   | 2.                 | Takashi Miyazawa (5.) |
| 2009   | 5.                 | Takashi Miyazawa (8.) |

UCI Europe Tour
| Saison | Mannschaftswertung | Fahrerwertung           |
| ------ | ------------------ | ----------------------- |
| 2009   | 91.                | Takashi Miyazawa (507.) |

UCI Oceania Tour
| Saison | Mannschaftswertung | Fahrerwertung |
| ------ | ------------------ | ------------- |
| 2008   | 17.                |               |
| 2009   | -                  | -             |